# Folytassa, forradalmár!
 Folytassa, forradalmár! (Ne veszítsd el a fejed!), eredeti angol címe Don’t Lose Your Head, később Carry On Don’t Lose Your Head, 1967-ben bemutatott brit (angol) filmvígjáték, a Pimpernel-történetek paródiája, a Gerald Thomas által rendezett Folytassa… filmsorozat 13. darabja. Főszereplői a sorozat rendszeres sztárjai, Sidney James, Kenneth Williams, Jim Dale, Charles Hawtrey, Joan Sims, Peter Butterworth és Peter Gilmore. Ez Dany Robin francia színésznő egyetlen Folytassa-beli megjelenése.
Forgalmazóváltás miatt a film először Don’t Lose Your Head címmel jelent meg. A film, és rákövetkező Folytassa-filmek sikerét látva a Rank Organization később úgy döntött, ezt is beleveszi a hivatalos Folytassa-sorozatba, onnantól kezdve Carry On Don’t Lose Your Head címen forgalmazták. A film alapvetően a A Vörös Pimpernel című Orczy Emma-regényből készült korai romantikus megfilmesítéseket (elsősorban az 1934-es A vörös Pimpernel és az 1937-es A Vörös Pimpernel visszatér mozifilmeket, továbbá az ITC televízió által 1955-ben sugárzott The Scarlet Pimpernel című tévésorozatot) parodizálja. 

## Cselekmény
1793, a forradalmi Franciaország. Dühöng a jakobinus terror, csattog a nyaktiló, hullanak az arisztokrata („arisztók”) fejek. A kivégzések fő mozgatója Camembert polgártárs, a titkosrendőrség  főnöke (Kenneth Williams) és hű szolgája, a félkegyelmű Bidet polgártárs (Peter Butterworth). Odaát, a biztonságos Angliában két unatkozó nemesember, Sir Rodney Ffing (ejtsd [effing]) és jóbarátja, Lord Darcy Pue (ejtsd [púú], magyar szinkronban „Pöff”) (Sidney James és Jim Dale) már teljesen megcsömörlöttek az örökös róka- és nővadászatoktól, kilovaglásoktól, pecázásoktól, lakomáktól és báloktól. Szolgájuk, Henri ecseteli nekik hazája nemességének nagy veszedelmét. Sir Rodney és Lord Darcy főleg azon ütődnek meg, hogy nőknek is fejét veszik: „micsoda pazarlás!” Párizsba utaznak, hogy megmentsék francia osztályos társaikat a nyaktilótól.
Hamarosan különös incidensek történnek. Változatos álruhákban feltűnő, ismeretlen, álarcos férfiak ötletes rajtaütésekkel megmentik a kivégzésre indított arisztokratákat és eltűnnek velük együtt. A helyszínen hagyják névjegyüket, V-t formázó két ujjat, egyiken Fekete Ujjkörömmel. Camembert úgy gondolja, a jel angol arisztokratákat takar, és magabiztosan fogadkozik Robespierre polgártárs (Peter Gilmore) előtt, hogy hamarosan elfogja őket. Amikor azonban a Fekete Köröm, magát biztosítási ügynöknek álcázva kiszökteti a nyaktiló alól a royalisták vezérét, Pommfrit (magyar szinkronban „Soufflé”) herceget (Charles Hawtrey), helyette Camembert tévedésből a hóhér fejét csapja le, Robespierre azonnali intézkedést követel Camembert-től, fejvesztést helyezve kilátásba.
Camembert és Bidet katonái lezárják Párizst, és keresik az Anglia felé induló szökevényeket, Ffing-et, Pue-t (Pöfföt) és Pommfritot (Soufflét). FFing női ruhában kicsúszik Camembert markából, és visszatér Camembert kocsisának álruhájában. A calais-i postaállomáson FFing ellopja Camembert lovait, de menekülnie kell. A fogadóban találkozik a szép Jacqueline-nal (Dany Robin), aki rögtön beleszerelmesedik, ruhát cserél vele és szökéshez segíti. Helyette Camembert és Bidet az álruhás Jacqueline-t hurcolják el, a tévedés csak Robespierre előtt derül ki. Camembert sejti, hogy Ujjköröm szerelmes Jacqueline-ba, ezért csaléteknek használja a lányt: börtönbe zárja, maga pedig a szeretőjével, Désirée-vel (Joan Sims) együtt Angliába utazik, hogy megtudja, ki az Ujjköröm, és elhíresztelje Jacqueline küszöbön álló kivégzését, ezzel rávegye Ujjkörmöt, jöjjön vissza Franciaországba, próbálja kiszabadítani Jacqueline-t, belesétálva az ő csapdájába.
Camambert és Désiré álnéven Angliába érkeznek, mint „De La Plume de ma Tante grófja és grófnéja” (magyar szinkronban „Szilvaderelye grófja és grófnéja”), akik úgymond halászhajón szöktek át. Lord Pue meghívja őket egy estélyre, itt Sir Rodney FFing gyanakodni kezd, hogy ez a gróf mennyire hasonlít Camembert polgártársra. Désirée kisasszony, aki főnemesi címet viselő férjre vadászik, a nyakába esik minden arisztokrata férfinak, így Sir Rodey Ffing-nek is, akitől egyrészt megtudja, hogy ő az Ujjköröm, másrészt elárulja, hogy Szilvaderelye gróf valóban azonos Camembert-rel. Ffing meg akarja ölni Camembert-t, de Désiré figyelmezteti: ha Camembert nem tér vissza, Jacqueline-t kivégzik. Bidet kihallgatja őket, és rögtön meg akarja ölni az Ujjkörmöt, de Camembert óva inti: Angliában csak az úri játékszabályok betartásával szabad gyilkolni. Mint hazájának legjobb lövésze, Camembert párbajra hívja a vonakodó Sir Rodney Ffinget. Pommfrit / Soufflé herceg irányítja a szabályos párbajt, Bidet és Lord Pue a segédek. Ffing mesterkedése révén azonban Camembert beleesik egy pöcegödörbe, ő maga Lord Pue-val és Pommfrit /Soufflé herceggel együtt azonnal Párizsba vágtat Jacqueline megmentésére.
Ffing, Pue és Pommfrit (Soufflé) hercege későn érkeznek a párizsi börtönhöz. Camembert és Bidet megelőzték őket, Jacqueline-t titkos helyre szállították, cellájában Bidet rejtőzik el, szigorú paranccsal, hogy bárki, bármilyen álruhában belépne oda, tartóztassa le. FFing és barátai leütnek néhány őrtálló katonát, bejutnak a börtönbe. Camembert-t azzal riasztják, hogy Bidet elfogott valakit. A cellába berohanó Camembert-t Bidet letartóztatja. Ujjkörömnek nézi, aki Camembert-nek álcázta magát. Robespierre elé hurcolják, akinek helyén már az álruhás Ujjköröm ül. Ő sem akarja felismerni Camembert-t, aki önmaga igazolására elmondja, hogy Jacqueline-t Châteaudunbe szállították. A Robespierre-nek látszó személy azonnal indul Châteaudunbe, a valódi Robespierre-t a szekrényben találják megkötözve.

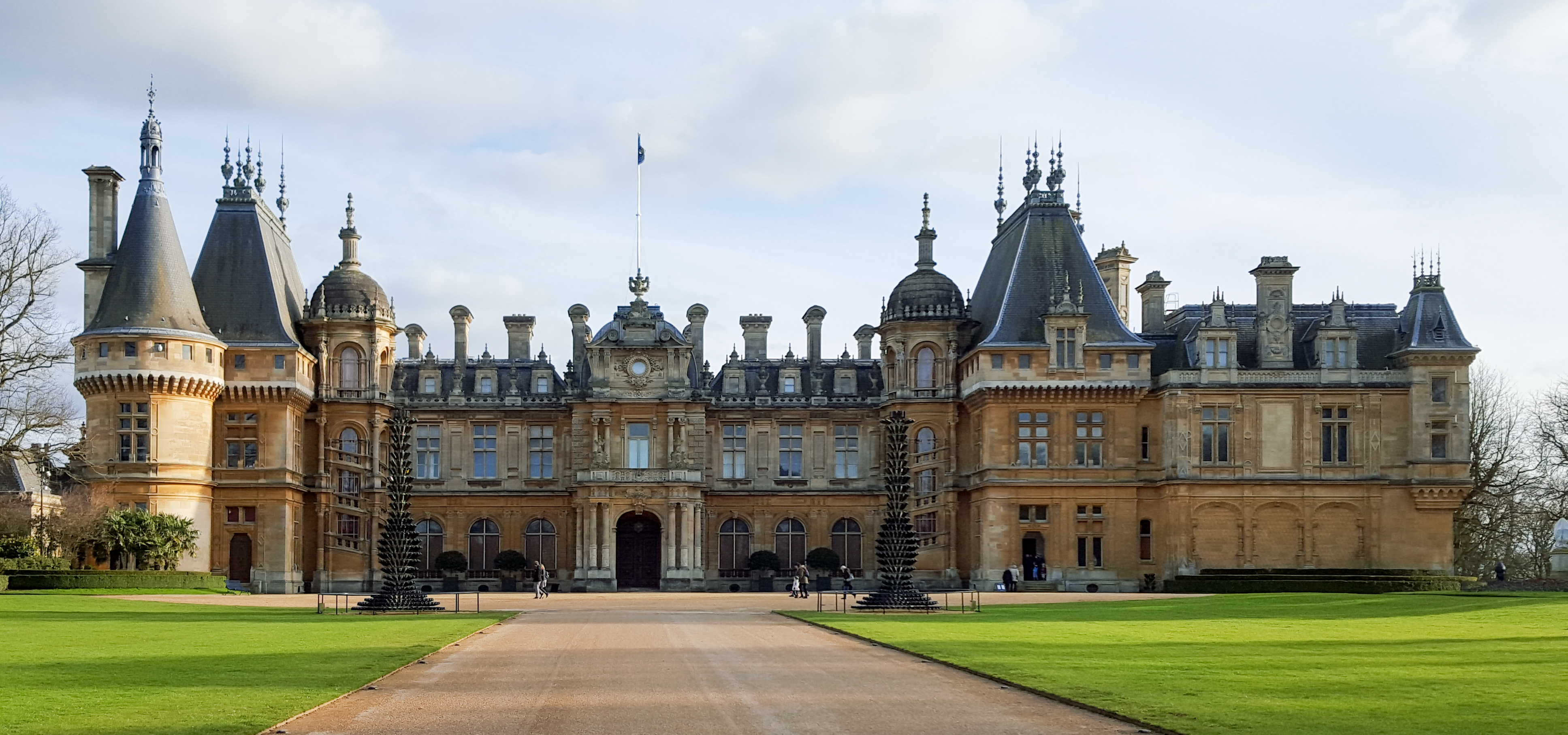
A waddestoni kastély (Waddeston Manor), a filmbéli Châteaudun kastély

Camembert és Bidet is Châteaudunbe sietnek, Désirét is magukkal viszik. A kastély egy kivégzett „arisztók” műgyűjtőé volt, műkincseit Camembert saját nyugdíj-ajándékának tekinti. Camembert utasítja a katonákat, hogy az Ujjköröm bármely percben megérkezhet, csapdába kell őt ejteni. Sir Rodney FFing, Lord Pue és Soufflé herceg puskaporral felrobbantják a kaput, betörnek a kastélyba, nagy tömegverekedés kezdődik, asztal körül kergetéssel, csilláron lengéssel, közben nem kímélik a drága berendezési tárgyakat. A csihi-puhi végén Ujjkörömék kiszabadítják Jacqueline-t. Désiré is velük megy, főrangú férj reményében.
Camembert-t és Bidet-t Robespierre páros nyaktiló alá küldi. A kioldót Ujjköröm húzza meg, aki a hóhér helyére lépett. Végül Angliában Sir Rodney Ffing feleségül veszi Jacqueline-t, az elégedetlenkedő Désirének meg kell elégednie a viháncoló Soufflé herceggel.

## Szereposztás
| Szerep                            | Színész                                           | Magyar hangja (1. szinkron) | Magyar hangja (2. szinkron) |
| --------------------------------- | ------------------------------------------------- | --------------------------- | --------------------------- |
| Mesélő (hangja)                   | Patrick Allen                                     | Kárpáti Tibor               | Haás Vander Péter           |
| Sir Rodney Ffing / „Fekete Köröm” | Sidney James                                      | Balázsi Gyula               | Szersén Gyula               |
| Camembert polgártárs              | Kenneth Williams                                  | Kassai Károly               | Harsányi Gábor              |
| Lord Darcy Pue („Pöff”)           | Jim Dale                                          | Jakab Csaba                 | Kautzky Armand              |
| Duc de Pommfrit / Duc de Soufflé  | Charles Hawtrey                                   | Versényi László             | Háda János                  |
| Bidet polgártárs                  | Peter Butterworth                                 | Szabó Ottó                  | Gesztesi Károly             |
| Désirée Dubarry                   | Joan Sims                                         | Halász Aranka               | Andresz Kati                |
| Jacqueline                        | Dany Robin                                        | Kiss Erika                  | Balázs Ági                  |
| Robespierre polgártárs            | Peter Gilmore                                     | Juhász Jácint               | Kőszegi Ákos                |
| Házinéni                          | Marianne Stone                                    | Zsolnai Júlia               | N/A                         |
| Henri, Sir Rodney inasa           | Michael Ward                                      | Orosz István                | Németh Gábor                |
| Lady Binder                       | Elspeth March                                     | Tanai Bella                 | Illyés Mari                 |
| Malabonce, hóhér                  | Leon Greene                                       | Várkonyi András             | N/A                         |
| Úri hölgyek                       | Valerie Van Ost Jennifer Clulow Jacqueline Pearce | N/A                         | N/A                         |

## Idézetek
- Robespierre: „Figyeljen Camembert, azt akarom, hogy fogja el Ujjkörmöt, megértette?” Camembert: „Igen, polgártárs, de az a baj, nem tudom, hogy néz ki, senki nem tudja.” Robespierre: „Ajánlom, hogy megtudja, különben magát sem fogja senki megismerni.” Camembert: „Ó, engem mindenki mindenhol felismer.” Robespierre: „Fej nélkül is?”

- Bidet a titkos nyomozati módszerekről: „Van egy csalhatatlan módszer, hogyan tudjuk meg a gyanúsított igazi nemét: Előbb vagy utóbb a nő vagy férfi kimegy bepúderozni az orrát, ekkor olyan helyre vezetjük, ahol két kis szobácska van, »hölgyeknek«” és »uraknak«. És titokban megfigyeljük, melyik ajtót választja.”

- Robespierre: „Bidet polgártárs, ha leüttetném a fejét, ugyanannyi agya maradna, amennyi eddig volt.”

- FFing kora reggel, a néptelen guillotine-t látva: „Mi az, ma nincs nyakazás?” Pommfrit /Soufflé herceg: „Túl korán van. A szakszervezet ragaszkodik a reggelihez.”

## További információ
- Folytassa, forradalmár! a PORT.hu-n (magyarul)
- Folytassa, forradalmár! az Internetes Szinkronadatbázisban (magyarul)
- Folytassa, forradalmár! az Internet Movie Database-ben (angolul)
- Folytassa, forradalmár! a Rotten Tomatoeson (angolul)
- Folytassa, forradalmár! a Box Office Mojón (angolul)

- Robert Ross. The Carry On Companion. London: B.T. Batsford (2002). ISBN 0-7134-8771-2

- Carry On Don’t Lose Your Head (1967). The Whippit Inn (thewhippitinn.com). [2020. október 20-i dátummal az eredetiből archiválva]. (Hozzáférés: 2021. február 11.)

- Carry On Don’t Lose Your Head (1967) (angol nyelven). Carry On Line (carryonline.com). [2021. május 12-i dátummal az eredetiből archiválva]. (Hozzáférés: 2021. február 11.)

- Carry On Don’t Lose Your Head, 1966 British comedy film (angol nyelven). British Comedy Guide (comedy.co.uk). (Hozzáférés: 2021. február 11.)

- Folytassa, forradalmár! (1967), filmek magyar szinkronnal. videa.hu. (Hozzáférés: 2021. február 3.)